# 小行星58373
小行星58373（58373 Albertoalonso）是一颗绕太阳运转的小行星，为主小行星带小行星。该小行星于1995年9月19日发现。
該小行星以古巴編舞家阿爾貝托·阿隆索命名。

## 轨道参数
小行星58373的轨道半长轴为387 190 711 km，2.5881732 UA，离心率为0.313。